# Лейн, Норман
Норман Дуглас Лейн (англ. Norman Douglas Lane; 6 ноября 1919, Торонто, Канада — 6 августа 2014, Гамильтон, Канада) — канадский гребец-каноист, спринтер, бронзовый призёр летних Олимпийских игр в Лондоне (1948).

## Карьера
Впервые обратил на себя внимание, завоевав бронзовую медаль на национальном первенстве 1940 г. Однако последующие восемь лет особых достижений не имел. Ситуация изменилась, когда спортсмен стал третьим на летних Олимпийских играх в Лондоне (1948) в соревнованиях на 10 000 м.
После этого успеха он перешёл из клуба Balmy Beach Canoe Club (Торонто) в Rideau Canoe Club (Оттава) и выиграл национальный чемпионат (1950). На Олимпийских играх в Хельсинки (1952) стал пятым на дистанции 10 000 м. Его брат Кеннет Лейн стал на этих Играх серебряным призёром в соревнованиях двоек.
К тому времени он уже получил степень доктора философии в области математики, но продолжал активную гребную карьеру до конца десятилетия, вернувшись назад в Торонто. Завершил выступления, не сумев квалифицироваться на летние Игры 1960 г. в Риме.
По окончании спортивных выступлений долгое время работал профессором математики в Университете МакМастер (1952—1987).